# 조호 오피스 제품군

조호 오피스 제품군(영어: Zoho office suite)은 웹 기반의 온라인 응용 프로그램 서비스이다. 조호사(社)에서 개발하고 있다. 간단히 조호라고 부른다.

## 개요
조호는 온라인으로 일련의 비즈니스 응용 프로그램을 제공하고 있다. 단일 계정(조호 SSO)으로 이용할 수 있다. 어느 데이터든 공개/비공개를 선택하거나 공동 편집자를 부르거나 할 수 있다. 기본적으로 모든 서비스가 무료로 제공되지만, 용량이나 사용자수 등에 따라 일부 기능이 유료로 제공된다. 2008년 5월부터 야후 계정, 구글 계정을 사용하여 로그인할 수 있게 되었다.
온라인 작업 뿐만이 아니라, PDF, MS 오피스, HTML 등의 형식으로 변환하여, 외부로 데이터를 내보내고(export), 일반 오피스 제품군을 조작하는 기능도 있다. 반대로 MS 오피스, ODF 자료를 가져오는 기능(import)도 있다.
또, 각 문서에 대해 이력 관리 기능이 있어, 문서의 버전을 되돌리거나 할 수 있다. 여러 문서의 관리도 가능하게 되어 있어 여러 자료를 온라인으로 유지할 수 있다.
기술적으로는 에이잭스와 일부 어도비 플래시를 사용하고 있어 웹브라우저에서도, 웹페이지의 렌더링에 시간이 걸리거나 조작에 어려움이 없이 편리하게 이용할 수 있다. 문서에 태그를 붙이는 기능이 있어, 간단하게 문서를 정리할 수 있다.

## 같이 보기
- 오피스 제품군 비교